# (559180) 2015 BT518
(559180) 2015 BT518 est un objet transneptunien faisant partie des cubewanos et une planète naine potentielle.